# Illubabor
Illubabor era una de las antiguas provincias de Etiopía. Su capital fue Gore hasta 1978, y luego reubicada en Metu. El nombre "Illubabor" vendría de dos palabras oromo: "Illu", el nombre de un clan, y "Ababor", el nombre noble de Chali Shone, quien fundó la familia gobernante del área cuando fue conquistada por Shewa; "IlluAbabor" es pues una zona llamada "Illu" y perteneciente a "Ababor".
Desde 1995, la provincia ha sido dividida entre las regiones Gambela, Oromía y las Naciones, Nacionalidades y Pueblos del Sur.

## Awrajas
La provincia estaba dividida en 5 awrajas (distritos).

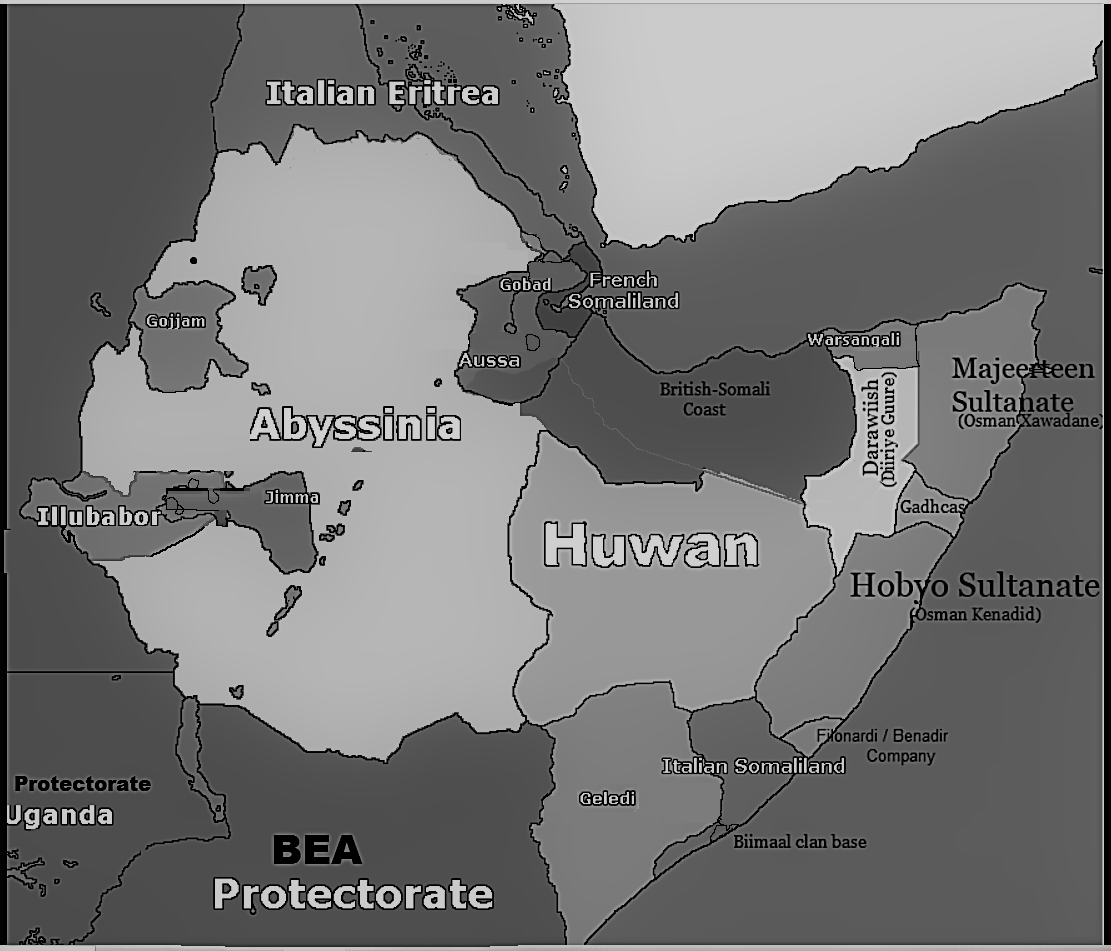

- Buno Bedele
- Gambela
- Gore
- Mocha
- Sor y Geba